# 尼古拉·波普
尼古拉·波普（羅馬尼亞語：Nicolae Pop，1951年1月3日—），罗马尼亚前男子排球运动员。他曾代表罗马尼亚国家队参加1980年夏季奥林匹克运动会排球比赛，获得一枚铜牌。